# Ділове (зупинний пункт)
Ділове́ — пасажирський залізничний зупинний пункт Івано-Франківської дирекції залізничних перевезень Львівської залізниці на неелектрифікованій лінії Делятин — Ділове між станцією Берлибаш (11 км) та кордоном з Румунією. Розташований у селі Ділове Рахівського району Закарпатської області. Поруч пролягає автошлях національного значення Н09.
Раніше здійснювався прикордонний контроль Ділове — Валя Вишеулуй.

## Історія
У 2007 році перегін Рахів —  Сигіт — Тересва був законсервований. До 25 серпня 2022 року єдиним рухом на залізничній лінії Рахів — Берлибаш (с. Костилівка) були технічні маневри.
Керівництвом Закарпатської області 25 січня 2022 року запропоновано відновлення транскордонного пасажирського перевезення і курсування поїзда з Івано-Франківська через Рахів, Ділове та Валя Вишеулуй у напрямку станції Сигіт.
26 серпня 2022 року завершена реконструкція та відкрита дільниця Рахів — Берлибаш — Держкордон (завдовжки 19,3 км), що надає додатковий маршрут вантажних поїздів між Україною та Румунією. Є третім стиком на кордоні з Румунією. Дільниця Рахів — Держкордон була закрита для руху поїздів у 2011 році. В ході реконструкції збудована 60-метрову пасажирську платформу в на станції Ділове та 30-метрову технологічну платформу безпосередньо на держкордоні.
У перспективі, після капітального ремонту румунської дільниці залізниці, відкриття і для нових пасажирських напрямків — міжрегіональних, а також міжнародних маршрутів між українськими та румунськими містами.
З 26 серпня 2022 року відкритий пасажирський рух з подовженням маршруту руху приміського поїзда Коломия — Рахів до зупинного пункту Ділове.